# Henna Johansson
Henna Katarina Johansson (ur. 1 maja 1991) – szwedzka zapaśniczka, brązowa medalistka mistrzostw świata, mistrzyni Europy. Trzykrotna olimpijka. Siódma w Tokio 2020 (kategoria 62 kg). Dziesiąta w Londynie 2012 (kategoria 63 kg) i w Rio de Janeiro 2016 (kategoria 63 kg).
Największym jej sukcesem jest brązowy medal mistrzostw świata w 2010 roku w kategorii do 63 kilogramów i 2019 w wadze 62 kg. Trzykrotna medalistka mistrzostw Starego Kontynentu. Piąta na igrzyskach europejskich w 2015. Wicemistrzyni nordycka w 2019. Ósma w Pucharze Świata w 2015 roku.